# Portrait de Gaetano Braga
Le Portrait de Gaetano Braga est un pastel sur papier (55 × 64,5 cm) du peintre italien Giovanni Boldini. Il représente le compositeur italien Gaetano Braga. datant de 1888, il est conservé au musée Giovanni Boldini à Ferrare.

## Histoire
Gaetano Braga, violoncelliste bien connu et recherché, avait des relations professionnelles et amicales avec Giuseppe Verdi. Ce sont précisément les célèbres portraits de ce dernier, au pastel et à l'huile, dont le Portrait de Giuseppe Verdi à l'écharpe blanche et haut-de-forme, réalisés par Boldini en 1886, qui constituent un précédent significatif pour l'effigie du violoncelliste.
Un autre portrait de Boldini, dans un autre pastel daté de 1889, le représente avec l'instrument selon les préceptes du « portrait environnemental ».

## Analyse
L'image de Braga est joviale et privée, définie par les lignes douces du pastel qui deviennent plus gestuelles en arrière-plan. Le peintre ferrarais démontre sa conduite picturale magistrale, sa combinaison raffinée de tons pâles et sa capacité originale de restituer un caractère psychologique ardent.